# شهرستان اورلوفسکی (استان روستوف)
شهرستان اورلوفسکی (به لاتین: Orlovsky District) یک شهرستان در روسیه است که در استان روستوف واقع شده‌است.